# Muse (Mythologie)

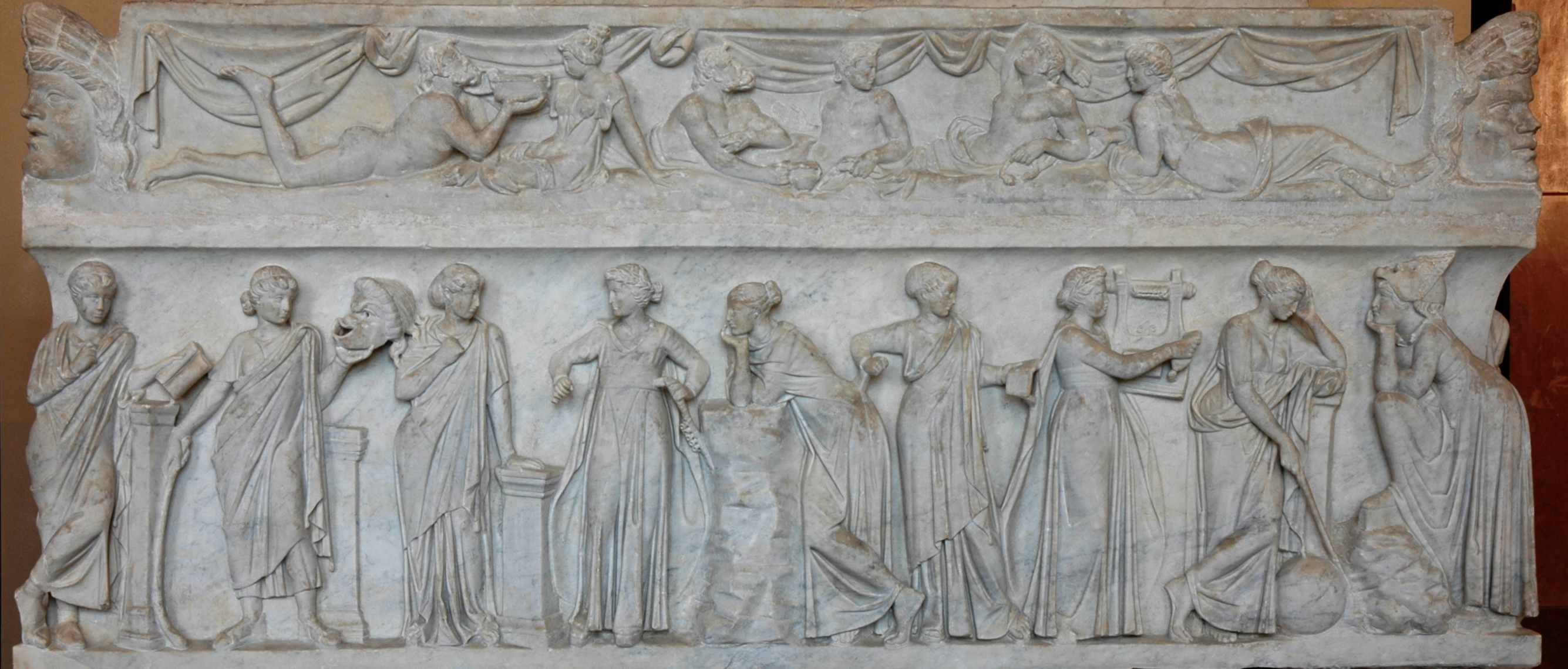
Römischer „Musensarkophag“ (2. Jhd. n. Chr.), gefunden an der Via Ostense in Rom, heute im Louvre, Paris

Die Musen (altgriechisch Μοῦσαι Moúsai, Einzahl Μοῦσα Moúsa) sind in der griechischen Mythologie Schutzgöttinnen der Künste. Die Überlieferung der uns heute bekannten neun Musen stammt von Hesiod.

## Die Musen
Noch in der homerischen Odyssee wird die Muse im einsetzenden Vorgesang, dem Proömium, als Namenlose im Singular angerufen: „Nenne mir, Muse…“

### Die olympischen Musen

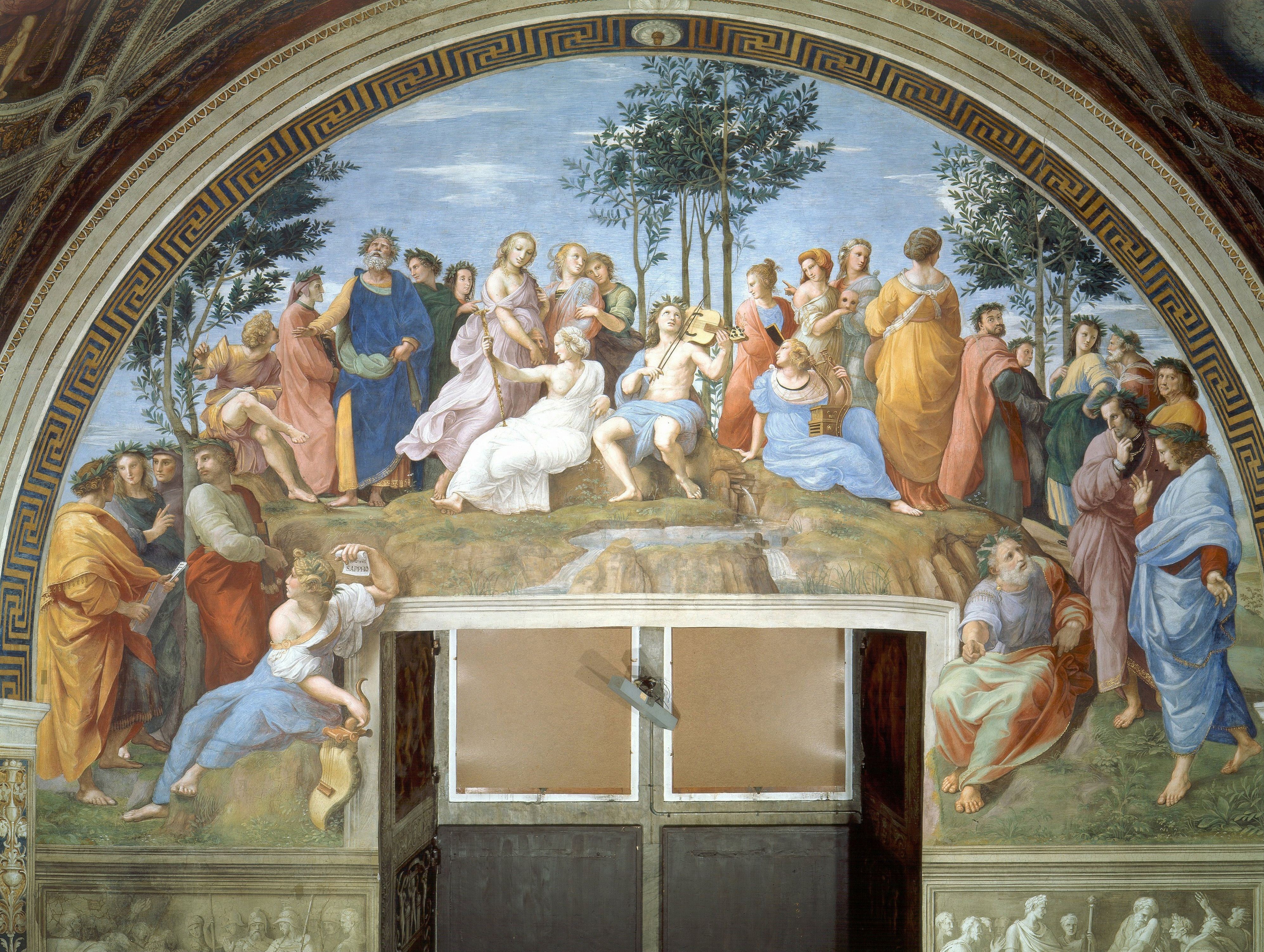
Fresko Parnass (um 1510) aus den Stanzen des Raffael, Apostolischer Palast, Rom: Zu beiden Seiten Apollons sind die neun klassischen Musen unter Vorsitz der Kalliope (links) und Erato (rechts) dargestellt. Den äußeren Kreis der Dargestellten bilden Lyriker, Epiker und Prosaschriftsteller.

Hesiod (siebtes Jahrhundert v. Chr.) hat die Zahl der Musen in seiner Theogonie auf neun festgelegt: Nach ihm sind sie die Töchter der Mnemosyne, der Göttin der Erinnerung, und des Zeus, und auch die von ihm genannten Namen sind kanonisch. Sie werden Mnemoniden oder olympische Musen genannt. Allerdings wies Hesiod ihnen noch keine speziellen Zuständigkeitsbereiche und Attribute zu. Diese werden erst später unterschieden; doch auch dann wechselten die Zuschreibungen von Funktionen und Attributen noch einigermaßen willkürlich. Erst nach und nach gab es eine sich festigende Zuordnung von Name, Funktion und Attribut:
1. Klio (Κλειώ Kleiṓ), die Rühmende, ist die Muse der Geschichtsschreibung (Attribute: Papierrolle und Schreibgriffel);
2. Euterpe (Εὐτέρπη Eutérpē), die Erfreuende, ist die Muse der Lyrik und des Flötenspiels (Attribut: Aulos, die Doppelflöte);
3. Melpomene (Μελπομένη Melpoménē), die Singende, ist die Muse der Tragödie (Attribut: ernste Theatermaske, Weinlaubkranz, wahrscheinlich auch ein Schwert oder eine Keule);
4. Erato (Ἐρατώ Eratṓ), die Liebevolle, Sehnsucht Weckende, ist die Muse der Liebesdichtung (Attribut: Saiteninstrument, Leier);
5. Terpsichore (Τερψιχόρη Terpsichórē), die fröhlich im Reigen Tanzende, ist die Muse für Chorlyrik und Tanz (Attribut: Leier);
6. Urania (Οὐρανία Ouranía), die Himmlische, ist die Muse der Astronomie (Attribut: Himmelskugel und Zeigestab);
7. Thalia (Θάλεια Tháleia, altgriechisch Thaleia), die Festliche, die Blühende, ist die Muse der Komödie (Attribut: lachende Theatermaske, Efeukranz und Krummstab, denn auch die heitere bukolische Poesie gehört zu ihr);
8. Polyhymnia (altgriechisch Πολυύμνια Polyhýmnia, eigentlich Πολύμνια Polýmnia), die Hymnenreiche. Sie ist die Muse des Gesangs (kein spezifisches Attribut, manchmal die Leier);
9. Kalliope (Καλλιόπη Kalliópē), die mit der schönen Stimme, ist die Muse der epischen Dichtung, der Rhetorik, der Philosophie und der Wissenschaft (Attribut: Schreibtafel und Schreibgriffel).

Statuen der neun Musen im Musen-Peristyl des Achilleion, Korfu (um 1890)
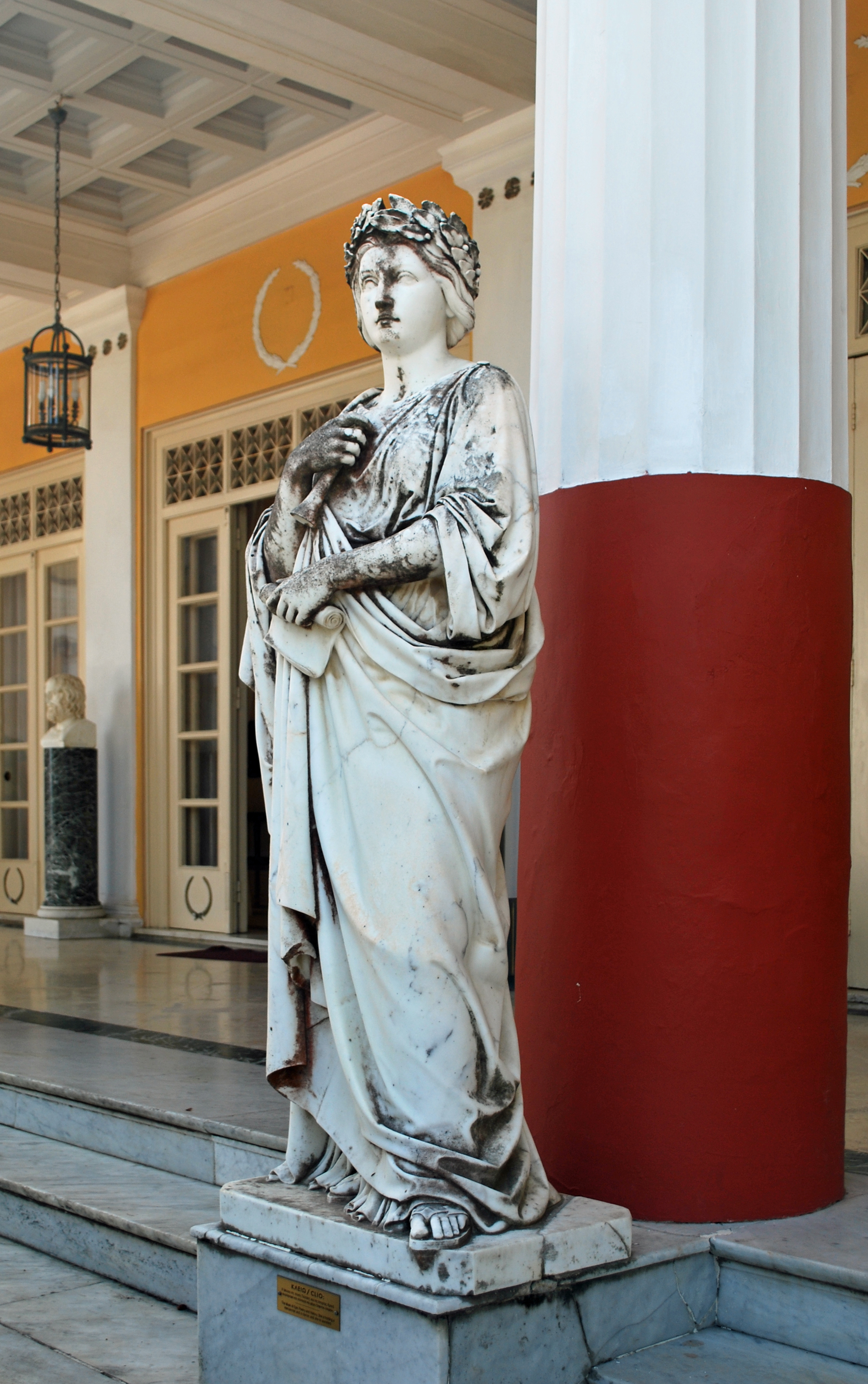
Klio
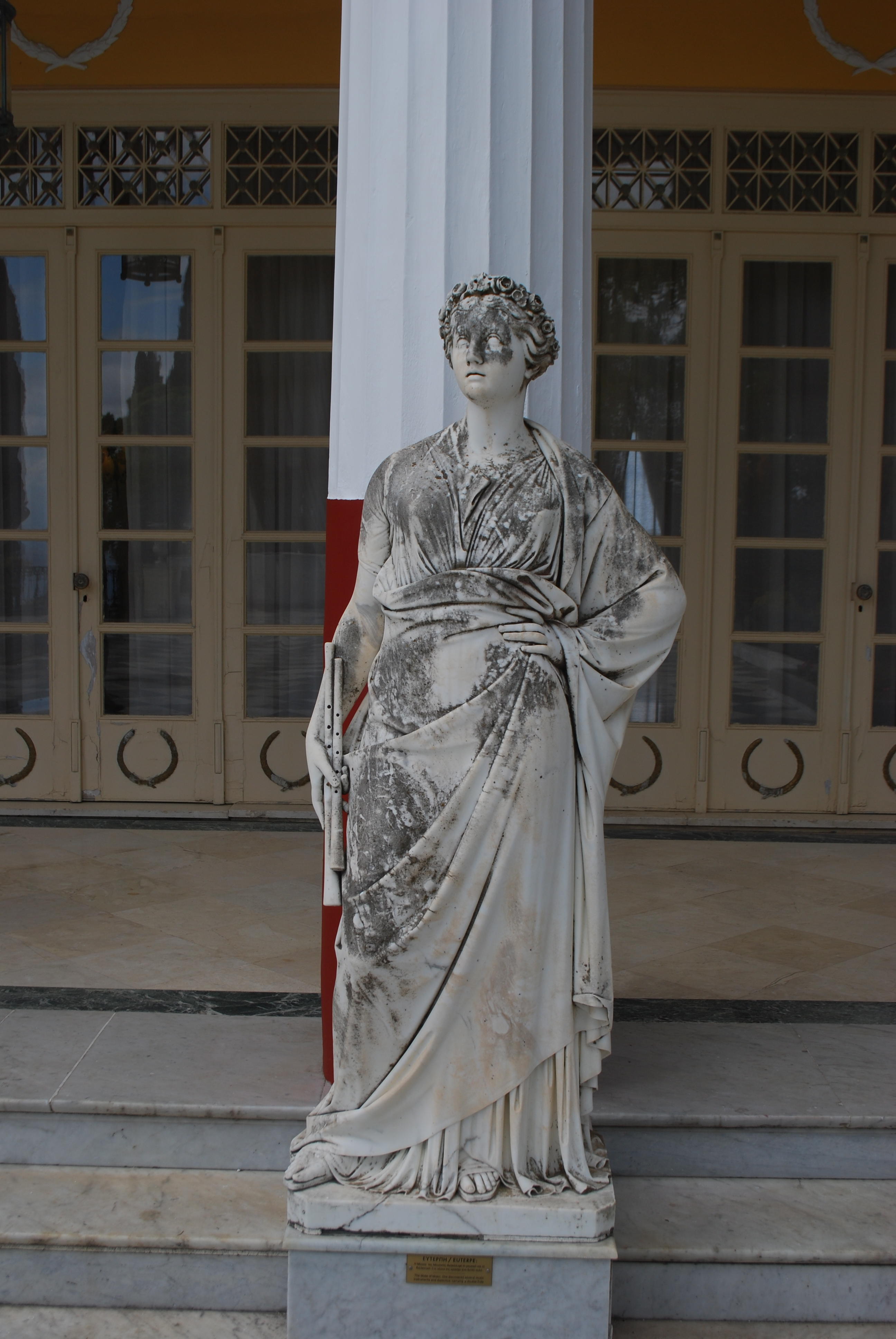
Euterpe
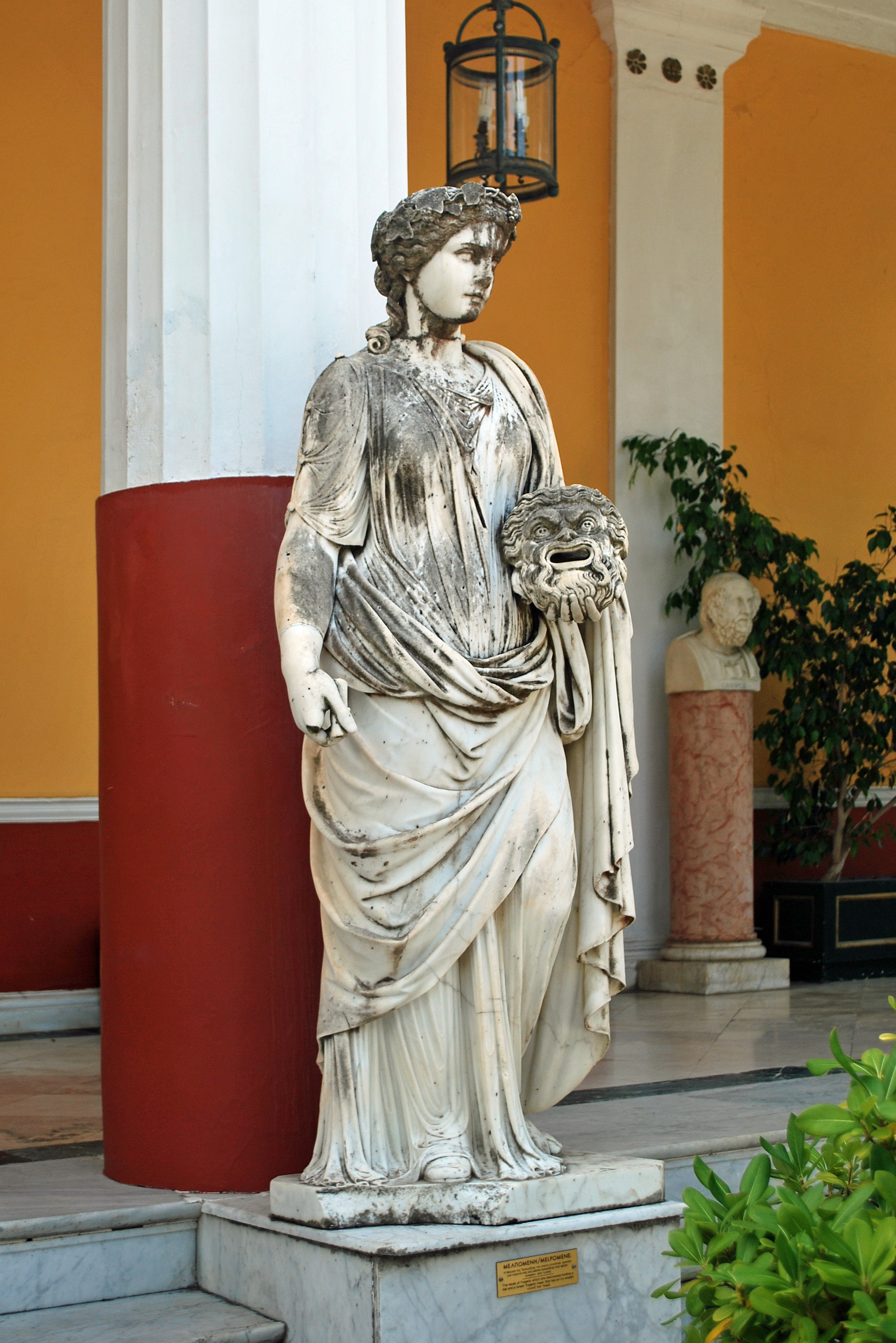
Melpomene
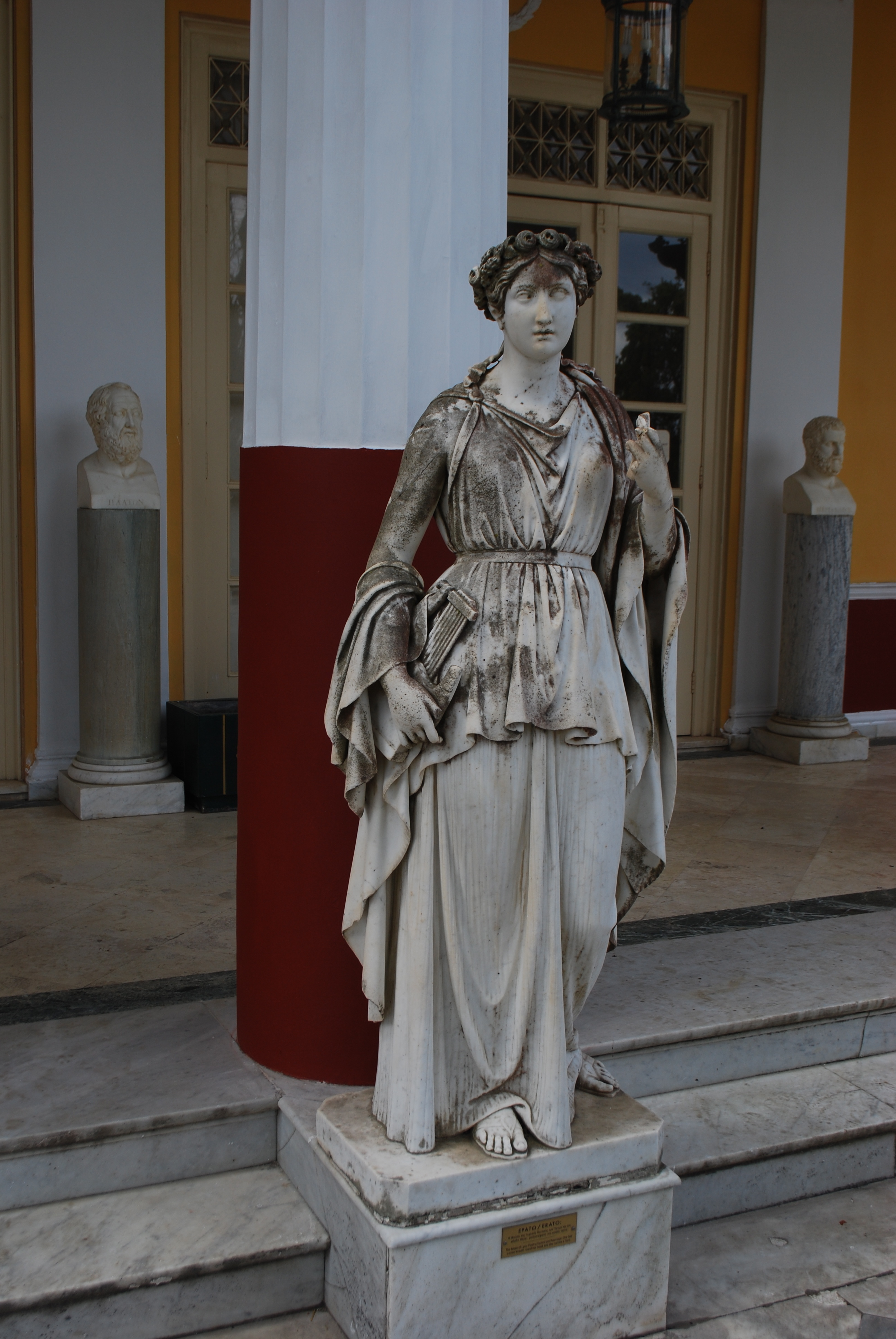
Erato
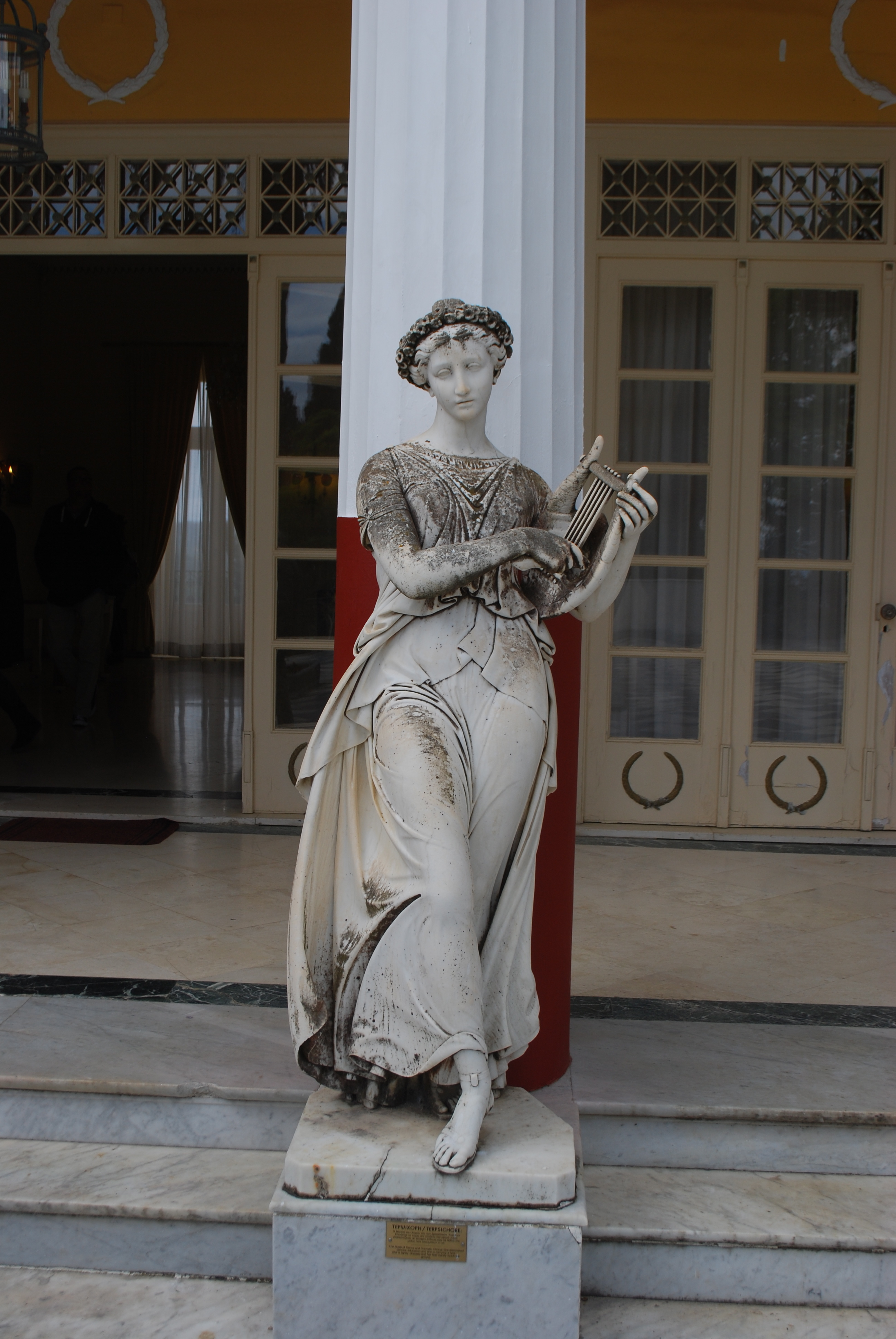
Terpsichore
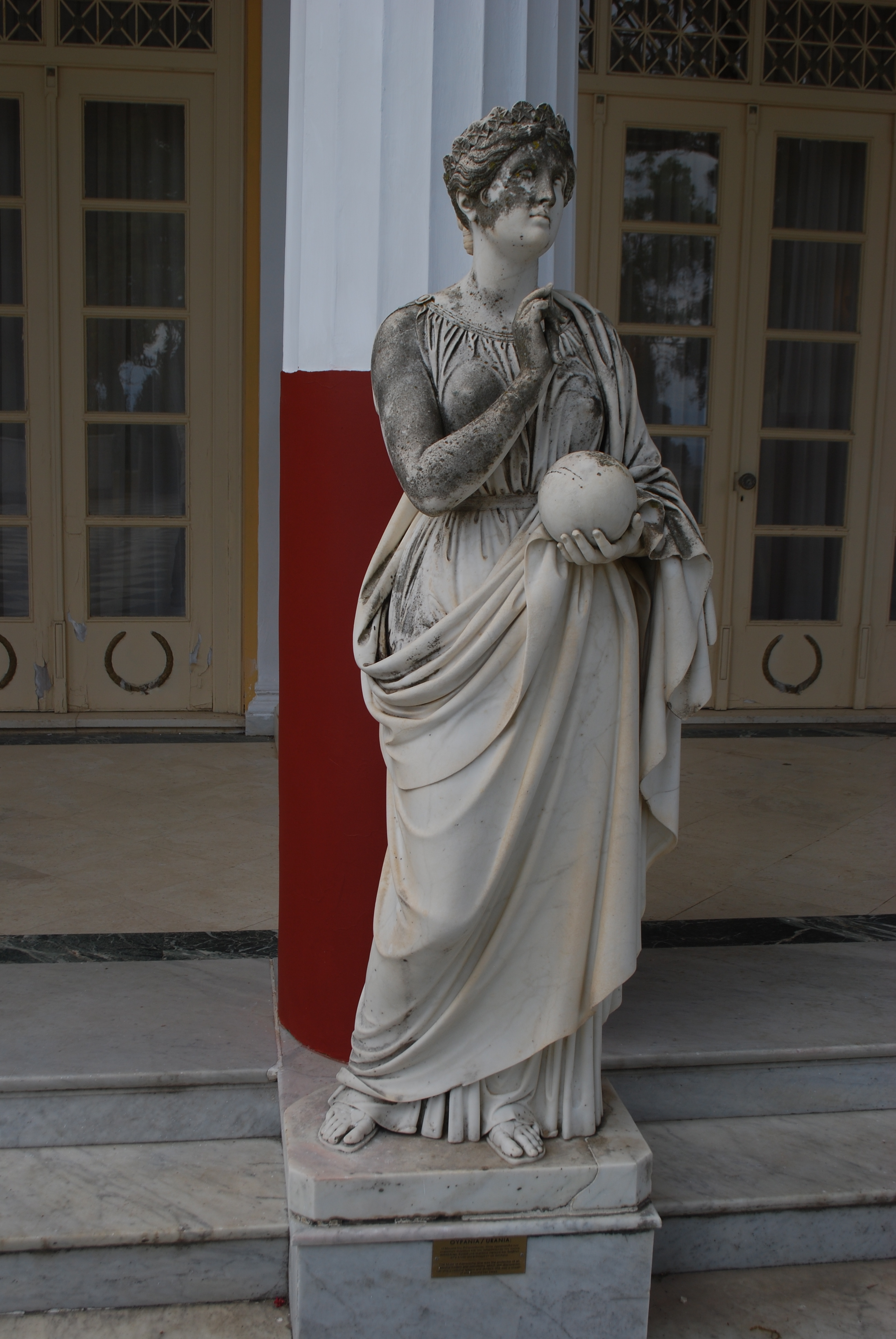
Urania
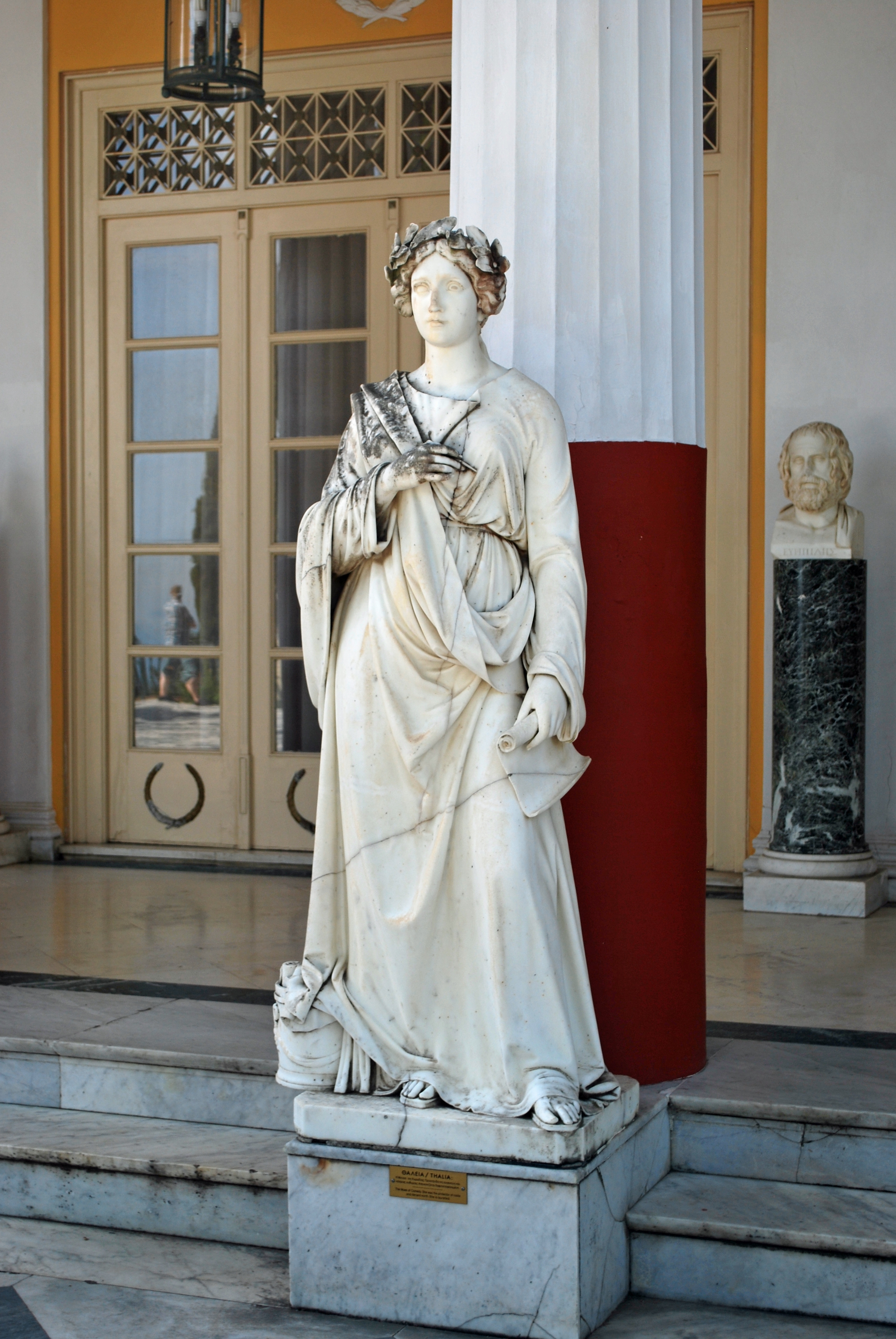
Thalia
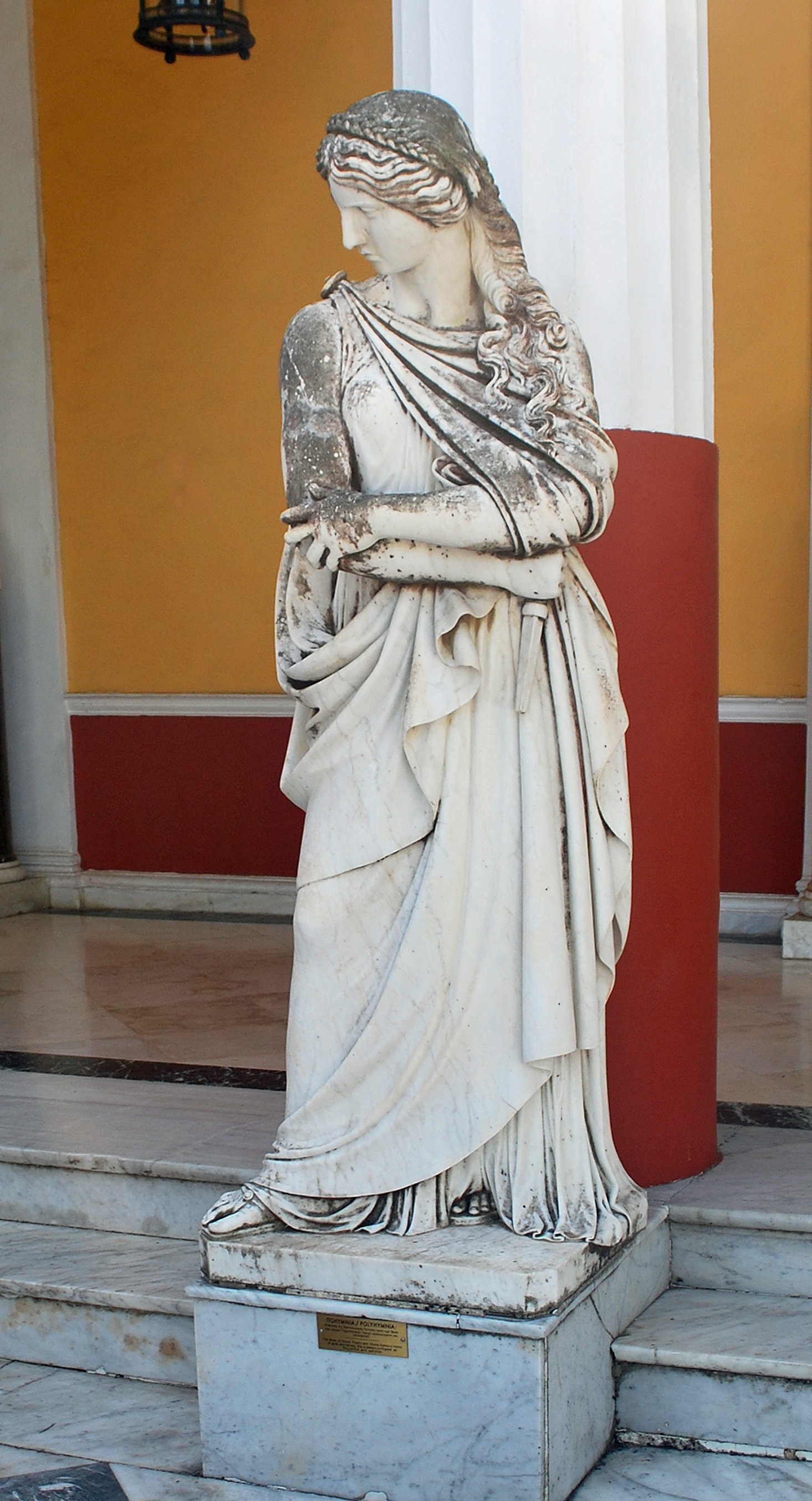
Polyhymnia
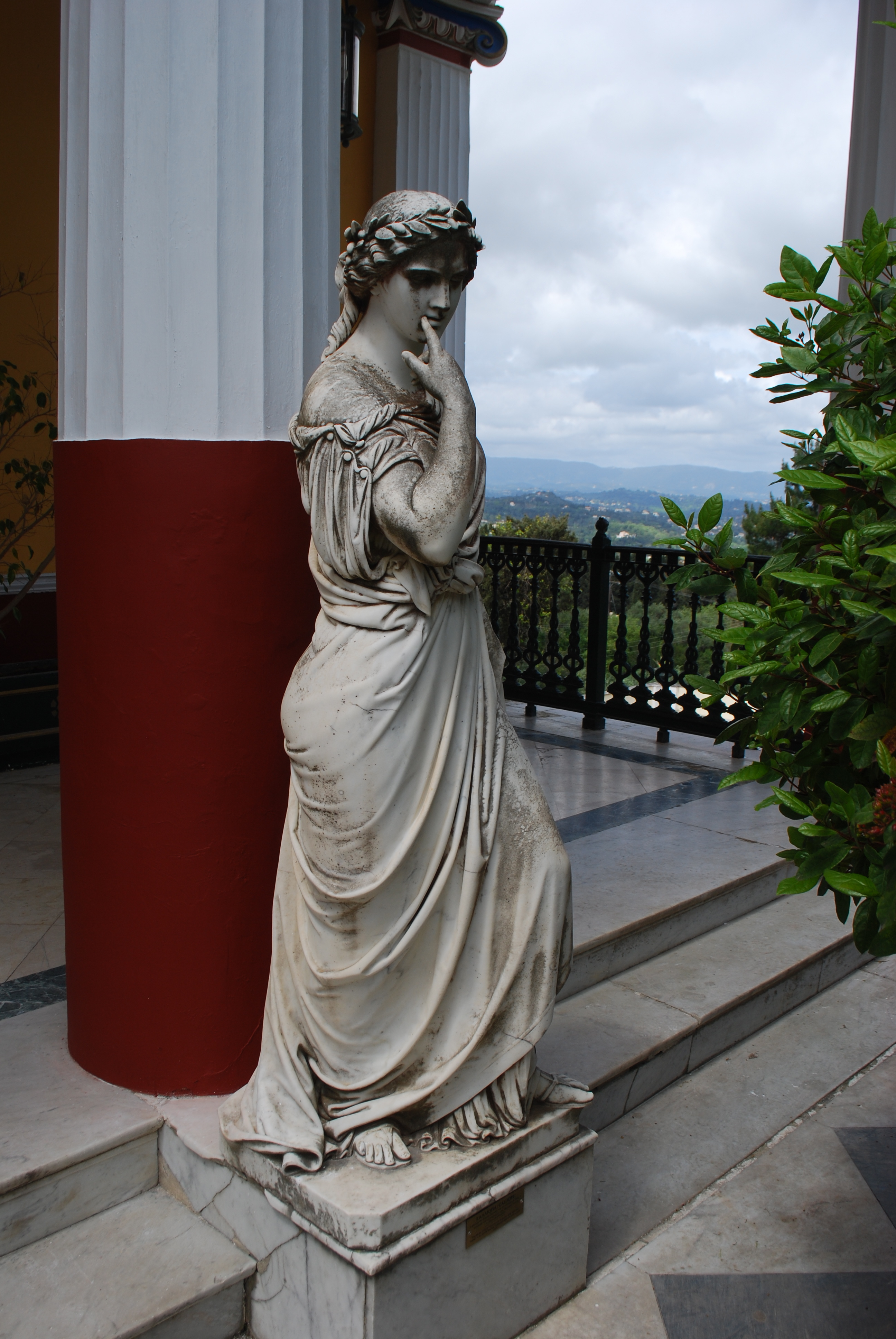
Kalliope

### Die drei oder vier titanischen Musen
Eine vermutlich ältere Musentrias überlieferte der Reiseschriftsteller Pausanias (um 115–180 n. Chr.) unter den folgenden Namen und Zuständigkeitsbereichen:
- Melete (Μελέτη Melétē, „Übung, Fertigkeit“),
- Mneme (Μνήμη Mnḗmē, „Gedächtnis“),
- Aoide (Ἀοιδή Aoidḗ, „Gesang, Musik“).[8]

Als Musen wurden auch die titanischen Musen (Μοῦσαι Τιτανίδες Moúsai Titanídes) genannt. Cicero unterschied deren vier:
- Thelxinoe (Θελξινόη Thelxinóē, „die Herzerfreuende“),
- Aoide (Ἀοιδή Aoidḗ, „Gesang“),
- Arche (Ἀρχή Archḗ, „Beginn“),
- Melete (Μελέτη Melétē, „Übung, Fertigkeit“).[10]

Sie sollen nach Cicero die ältesten Musen und Töchter des Zeus als Sohn des Uranos – Cicero unterscheidet hier zwischen drei verschiedenen Ausprägungen des Zeus, die alle unterschiedliche Väter haben – und der Plusia gewesen sein, daher ihr Name. Die gleiche Zusammenstellung kannte bereits Aratos von Soloi, wie Johannes Tzetzes in den Scholien zu den Werken und Tagen Hesiods überliefert; bei Aratos sind sie jedoch die Töchter des olympischen Zeus und der Plusia. Platon gruppiert hingegen Hesiods Terpsichore, Erato, Kalliope und Urania zur Vierzahl.

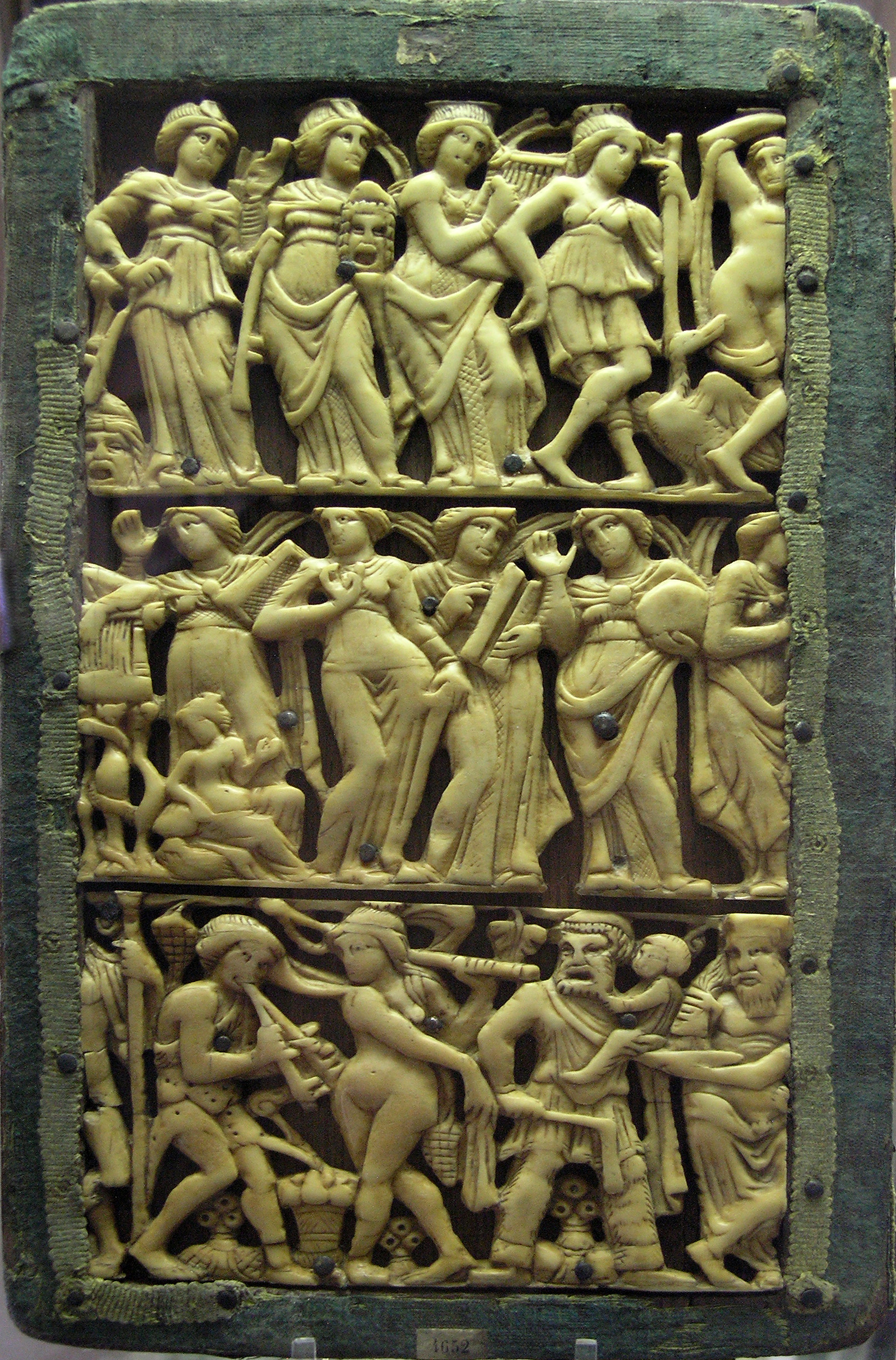
Apollon als Anführer der neun Musen und ein dionysischer Thiasos, alexandrinischer Bucheinband, sechstes Jahrhundert

### Die drei oder vier apollonischen Musen
Als drei apollonische Musen (Μοῦσαι Απολλωνίδες Moúsai Apollōnídes) oder auch delphische Musen wurden drei Töchter des Apollon bezeichnet:
- Kephiso (Κηφισώ Kēphisṓ) oder Nete (Νήτη Nḗtē),
- Apollonis (Ἀπολλωνίς Apollōnís) oder Mese (Μέση Mésē),
- Borysthenis (Βορυσθενίς Borysthenís) oder Hypate (Ὑπάτη Hypátē).

Sie stellen die drei Saiten der Lyra des Apollo dar und sollen auf dem Helikon gewohnt haben. Der erste Namenssatz geht auf Eumelos von Korinth (siebtes Jahrhundert v. Chr.) zurück, der zweite auf Plutarch, er gibt dort darüber hinaus eine vierte Muse an:
- Polymatheia (Πολυμάθεια Polymátheia, „die Belesenheit, Gelehrsamkeit“).

Nete, Mese, Hypate spielen als Elemente der Tetraktys eine bedeutsame Rolle in der antiken Musiktheorie. Als vierte kam gelegentlich die Paramese hinzu, da die Saitenzahl der Lyra und die sich an ihr orientierende Musiktheorie variabel waren.

### Die sieben oder neun pierischen Musen
In anderer Tradition existierte eine Gruppe von sieben Musen, die nach Johannes Tzetzes von Epicharmos (5. Jahrhundert v. Chr.) erwähnt worden sein sollen, die sogenannten pierischen Musen oder Pieriden mit den folgenden Namen:
- Neilo (Νειλώ Neilṓ),
- Tritone (Τριτώνη Tritṓnē),
- Asopo (Ἀσωπώ Asōpṓ),
- Heptapora (Ἑπτάπορα Heptápora),
- Achelois (Ἀχελωίς Achelōís),
- Titoplus (?) (Τιτόπλους Tiτóplūs; auch Tipoplus),
- Rhodia (Ῥοδία Rhodía).

Diese sieben sollen die Töchter des Pieros, Stammvaters des thrakischen Volks der Píeres oder Piereíes (Πίερες Θράκες, Πιερείες Píeres Thrákes, Piereíes), die später von den Makedonen ins nördliche Küstengebiet jenseits des Strymon vertrieben wurden, und einer pimpleischen Nymphe namens Antiope gewesen sein (Cicero, de natura deorum 3,54). Das antike Städtchen Pimpleia wird an der Stelle des heutigen Litochoro vermutet und gab den Musen außerdem den Beinamen der Pimpleiden.
Hingegen kennt Ovid neun pierische Musen, deren Mutter Euippe gewesen sein soll; sie stammen aus Ägypten und fordern die „jüngeren“ olympischen Musen heraus (Wettstreit der Mnemoniden und Pieriden). Nach ihrer Niederlage werden sie zur Strafe für ihr anmaßendes Verhalten in Elstern verwandelt. Diese neun Töchter des Pieros wurden auch Vögeln gleichgesetzt und trugen gelegentlich die Namen: Colymbas, Lyngx, Cenchris, Cissa, Chloris, Acalanthis, Nessa, Pipo und Dracontis.

## Entwicklung und Rezeption des Musenbegriffs

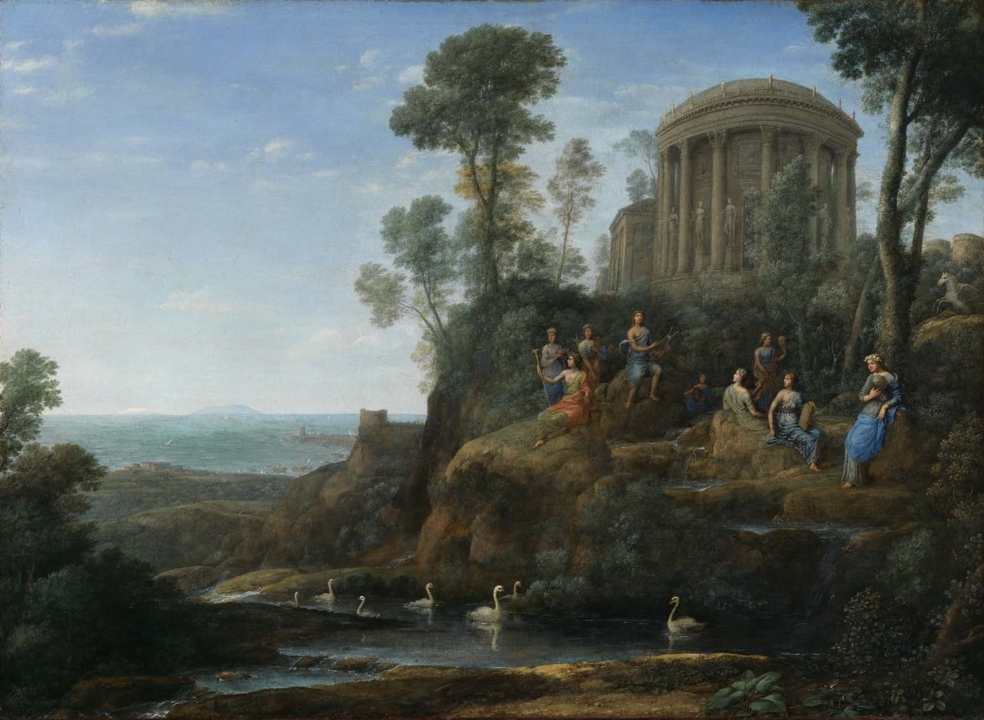
Apollo und die Musen auf dem Helikon (oder Parnass), Ölgemälde von Claude Lorrain, 1680

Während die Namen der Musen bei Hesiod lediglich Aspekte der Tanz- und Dichtkunst betonen, werden sie in der späteren Antike auf unterschiedliche Musikinstrumente und Gattungen bezogen, woraus die angegebene kanonische Zuordnung von „Aufgabengebieten“ der Musen hervorgeht.
Die zum Gefolge Apollons zählenden Musen sollen am böotischen Berg Helikon bei der Quelle Hippokrene zu finden sein, die durch einen Hufschlag des geflügelten Musenrosses Pegasos freigelegt wurde. Daher rührt der zum Teil für sie benutzte Name Helikoniades. Anderen Angaben zufolge wohnen die Musen auf dem – dem Apollon geweihten – Parnass oberhalb von Delphi, bei der kastalischen Quelle, deren Wasser Begeisterung und Dichtergabe verleihen soll.
Die Heiligtümer der Musen heißen Museion (woraus das heutige Wort Museum entstand), auch das deutsche Wort Musik – von μουσικὴ τέχνη mousikḕ téchnē, der „Kunst der Musen“ – verdankt seinen Namen den Göttinnen. Als Personifizierung oder Werkzeug einer Muse kann die Muse betrachtet werden. Die Römer setzten die Musen mit den Camenae gleich.

## Musenanruf in der Dichtung

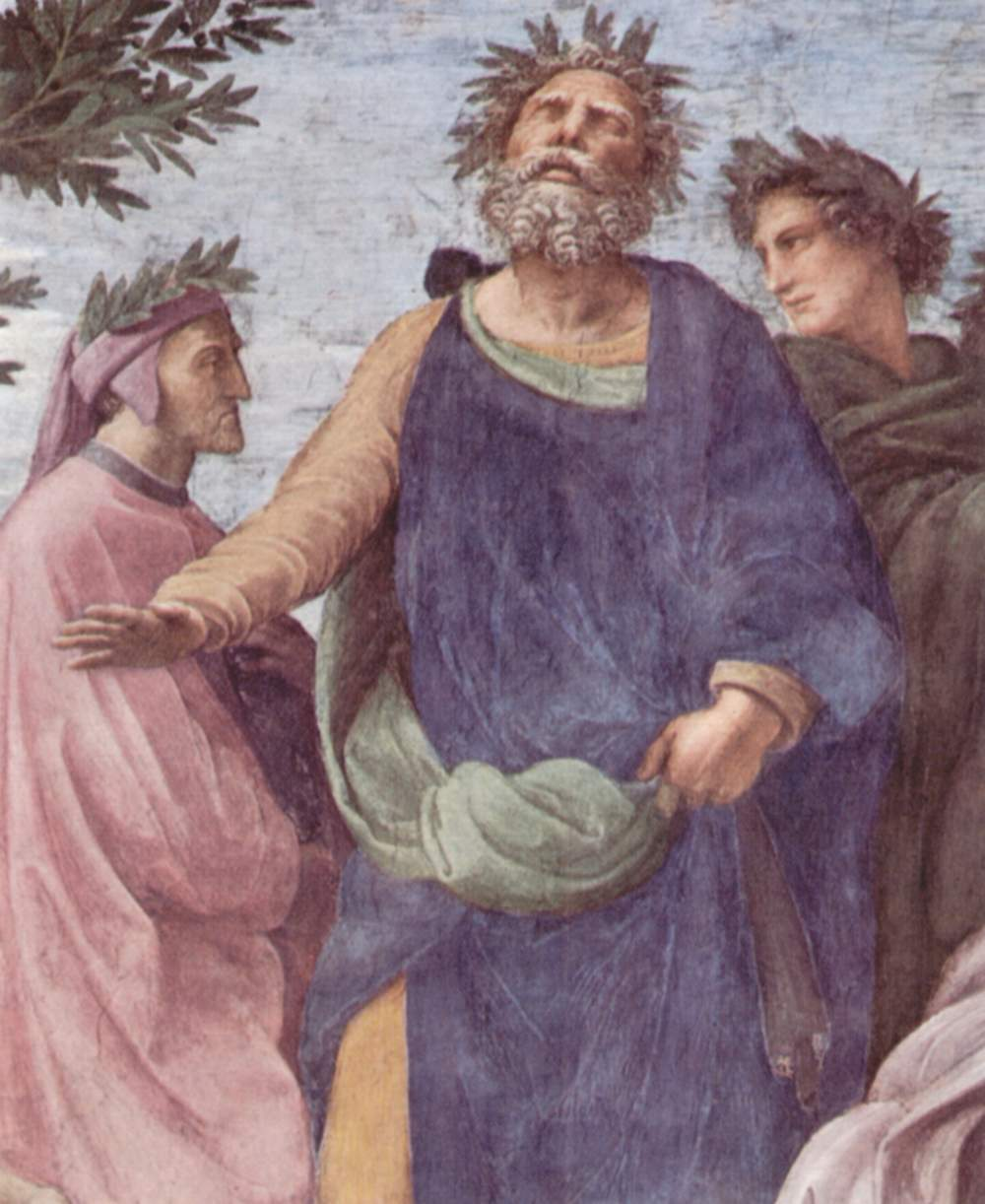
Dante, Homer und Vergil – Detail aus dem Fresko Parnass von Raffael

Am Anfang antik-griechischer Epen und Hymnen steht oft eine Anrufung der Muse. So beginnt Homers Odyssee mit den berühmten und vielzitierten Versen: Nenne mir, Muse, die Taten des vielgewanderten Mannes, / Welcher so weit geirrt, nach der heiligen Troja Zerstörung.
Auch etliche römische Dichter bitten die Muse um Inspiration (Vergil in der Aeneis), oder um Dauer für ihr Gedicht (Catull in den Carmina).
Im christlich geprägten Mittelalter verlor der Musenanruf dann an Bedeutung. Gleichwohl bediente sich Gottfried von Straßburg in seinem höfischen Roman Tristan (Gottfried von Straßburg) in Folge seines Unfähigkeitstopos eines Musenanrufs, der neben der Würdigung der Antike ebenso Selbstzweck war und somit als programmatische Äußerung seines Dichtungsprogramms zu verstehen ist.
Nach der Ächtung der Musen durch die mittelalterliche Kirche folgten Dichter der Neuzeit wie Dante Alighieri, William Shakespeare, John Milton diesem Gebrauch wieder. Die neun Gesänge von Goethes Hermann und Dorothea tragen die Namen der neun Musen. Macht Klopstock in seinem Messias von der Anrufung Gebrauch, indem er statt der Muse die unsterbliche Seele andichtet („Sing’, unsterbliche Seele, der sündigen Menschen Erlösung“ (Klopstock)), so spielt Vladimir Nabokov im Titel seiner autobiographischen Schrift Speak, Memory zugleich auf Mnemosyne, Göttin der Erinnerung und Mutter aller Musen, an.

## Die olympischen Musen in Hexametern
In deutschen humanistischen Gymnasien gehörten die Musen zum Unterrichtsstoff. Vor dem Jahr 1839 hatte ein (anonymer) deutscher Dichter die Namen der Musen und ihre Bestimmungen in folgende, für die Schüler einprägsame, Hexameter gebracht:
Klio lehrt die Geschichte der Völker; tragische Spiele

Sind der Melpomene heilig, komische liebet Thalia:

Schlachtgesänge tönt der Kalliope stolze Dromete;

Tänzer beschützt Terpsichore, Flötenspieler Euterpe

Erato singet der Liebenden Glück; Urania wandelt

Unter den Sternen; Polyhymnia (Polymnia) herrscht im Reiche der Redner.
Es handelt sich um eine sinngemäße Übertragung aus dem Lateinischen.

## Musendarstellung in der Bildenden Kunst

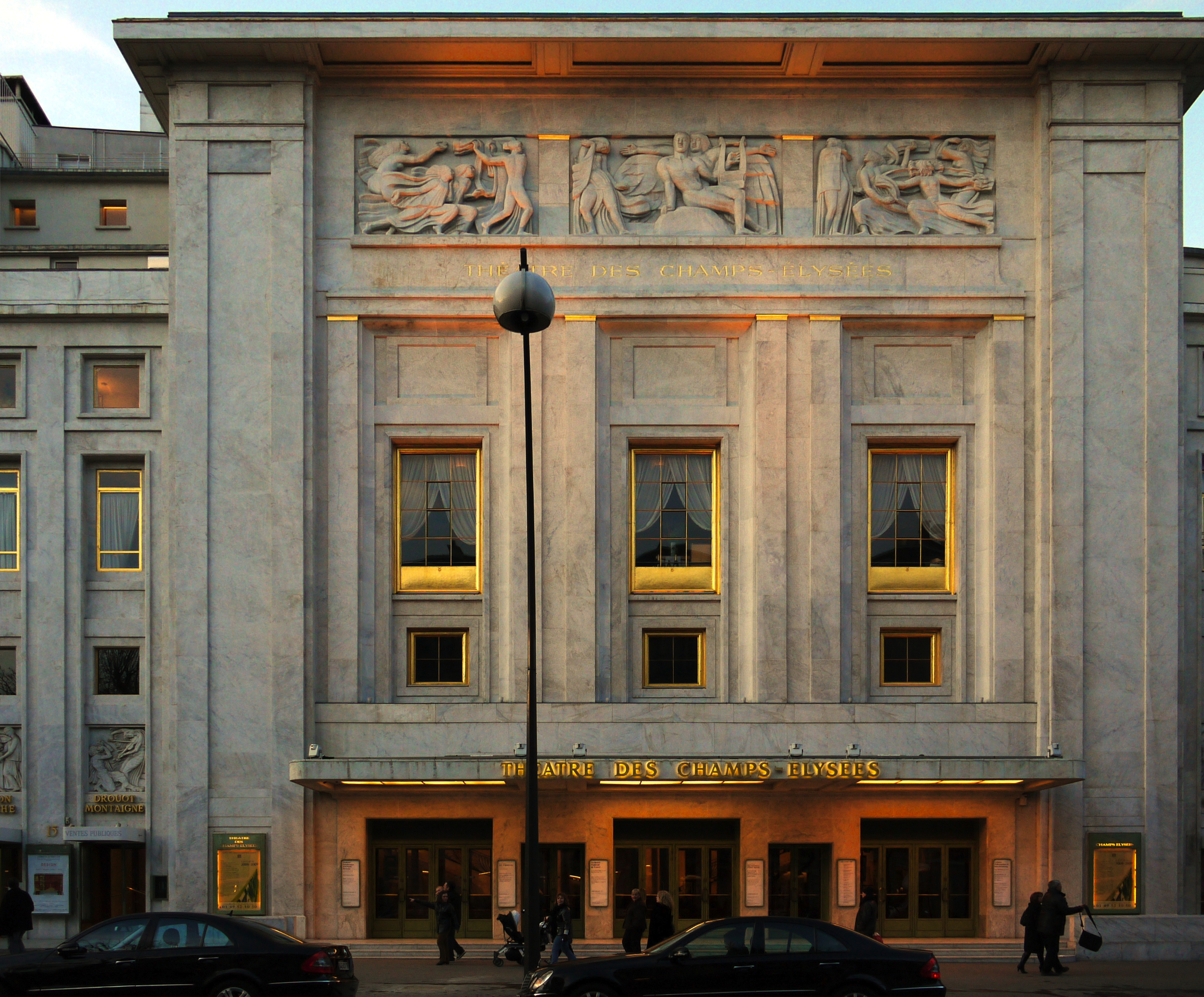
Straßenfassade mit Flachreliefs von Antoine Bourdelle

Der Bildhauer Antoine Bourdelle schuf für das Théâtre des Champs-Élysées von 1910 bis 1912 ein Relief mit Apollon begleitet von neuen Musen.